# Friedrich Siemens
Friedrich Siemens (Menzendorf, 8 dicembre 1826 – Dresda, 24 maggio 1904) è stato un imprenditore tedesco.
Fratello di Werner von Siemens e Carl Wilhelm Siemens, fu ideatore assieme a Wilhelm e a Pierre-Émile Martin del forno Martin-Siemens.